# 御来屋郵便局
御来屋郵便局（みくりやゆうびんきょく）は、鳥取県西伯郡大山町にある郵便局。民営化前の分類では集配特定郵便局であった。

## 概要
住所：〒689-3299 鳥取県西伯郡大山町御来屋132-9

## 沿革
- 1872年8月4日（明治5年7月1日） - 御来屋郵便取扱所として開設[1]。
- 1875年（明治8年）1月1日 - 御来屋郵便局となる。
- 2007年（平成19年）10月1日 - 民営化に伴い、併設された郵便事業米子支店御来屋集配センターに一部業務を移管。
- 2012年（平成24年）10月1日 - 日本郵便株式会社発足に伴い、郵便事業米子支店御来屋集配センターを御来屋郵便局に統合。

## 取扱内容
- 郵便、印紙、ゆうパック、内容証明
- 貯金、為替、振替、振込、国債
- 生命保険、バイク自賠責保険
- ゆうちょ銀行ATM
- 「689-32xx」区域（大山町内の一部地域）の集配業務

## 周辺
- JR山陰本線 御来屋駅
- 国道9号
- 鳥取県道240号旧奈和西坪線
- 大山町役場

## アクセス
- JR山陰本線 御来屋駅から徒歩約5分
- 国道9号 御来屋交差点
- 駐車場あり：4台